# Radek Vondráček
Radek Vondráček, né le 30 décembre 1973 à Kroměříž, est un avocat et homme politique tchèque, membre d'ANO 2011.

## Biographie

### Situation personnelle
Il est avocat de profession et est marié et père de deux enfants.
Avant de rejoindre l'université, il fréquente le lycée Kroměříž, où il obtient son diplôme en 1992. Il est ensuite diplômé de la Faculté de droit de l'Université Masaryk de Brno. De 2000 à 2003, il travaille comme avocat stagiaire au sein d'un cabinet d'avocat.

### Parcours politique
Lors des élections parlementaires de 2013, il est élu et parlementaire. Le 5 décembre 2013, il occupe le poste de vice-président de la Chambre des députés de la commission juridique constitutionnelle. Le 11 janvier 2017, il a été élu nouveau premier vice-président de la Chambre des députés du Parlement de la République tchèque, lorsque Jaroslava Pokorná Jermanová a démissionné de son poste au début du mois. Il a reçu 106 voix des membres présents. Il occupe son poste jusqu'en octobre 2017.
Aux élections municipales de 2014, il est élu représentant de la ville de Kroměříž pour le mouvement ANO 2011. En novembre 2014, il est également le maire adjoint de la ville avant de  démissionner de ce poste en janvier 2017 après avoir été élu premier vice-président de la Chambre des députés du Parlement de la République tchèque. En décembre 2017, il a démissionné du mandat du représentant de la ville.
Lors des élections parlementaire de 2017, également chef de d'ANO 2011 dans la région de Zlín. Il reçoit 4 687 voix et conserve son poste.
Le 22 novembre 2017, il est élu président de la Chambre des députés avec 135 voix.
Mi-février 2019, lors de la 5e Assemblée du mouvement ANO 2011, il devient vice-président du parti (186 délégués sur 237 ont voté pour lui).